# Norman Quindt
Norman Quindt (* 2. November 1996 in Hameln) ist ein deutscher Fußballtorhüter.

## Karriere
In seiner Jugend spielte Quindt für TuS Hessisch Oldendorf, Hannover 96 und den FC Carl Zeiss Jena. Zwischen 2013 und 2015 stand er zudem im Kader der 2. Mannschaft von Carl Zeiss Jena in der Oberliga Nordost und absolvierte eine Partie in diesem Team.
Im Sommer 2015 wechselte er zum SV Rödinghausen, hier kam er sowohl bei der 1. Mannschaft in der Regionalliga West als auch bei der 2. Mannschaft in der Westfalenliga zum Einsatz. Nach 2 Jahren im Sommer 2017 schloss er sich der TSG Neustrelitz an. In der Spielzeit 2017/18 absolvierte Quindt 26 von 34 Ligapartien in der Regionalliga Nordost, stieg aber am Ende der Spielzeit mit dem Verein ab. Nach dem Abstieg schloss sich Quindt den Sportfreunden Lotte an, die zu dem Zeitpunkt in der 3. Liga spielten. In dieser Saison kam Quindt auf keinen Einsatz und verließ anschließend den Verein. Von Juli bis November 2019 folgte ein kurzes Gastspiel beim FSV Union Fürstenwalde, das ebenfalls ohne Spieleinsatz endete; danach war Quindt vereinslos.
Nach einem halben Jahr ohne Verein schloss Quindt sich am 1. Mai 2020 dem TSV Havelse in der Regionalliga Nord an. Im August folgte gleich der Gewinn des Niedersachsenpokals und damit auch die Teilnahme an der 1. Hauptrunde des DFB-Pokals. Hier traf er mit Havelse auf den 1. FSV Mainz 05. Bei dieser 1:5-Niederlage stand Quindt über 90 Minuten auf dem Platz. In der Spielzeit 2020/21 gelang ihm mit Havelse in der Aufstiegsrunde der Aufstieg in die 3. Liga. Quindt stand sowohl im Hin- als auch im Rückspiel gegen den 1. FC Schweinfurt 05 über 90 Minuten im Kasten. Am 24. Juli 2021 folgte bei der 0:1-Niederlage gegen den 1. FC Saarbrücken (1. Spieltag) sein Debüt in der 3. Liga. Quindt spielte eine starke Saison und zählte laut kicker zu den fünf notenbesten Torhütern der 3. Liga. Nach Havelses Abstieg 2022 war Quindt zunächst vereinslos, ehe er Ende Januar 2023 am letzten Tag des Wintertransferfensters bis zum Ende der Saison 2022/23 zum TSV Havelse zurückkehrte.
Im Sommer 2023 wechselte er zu den Würzburger Kickers in die Regionalliga Bayern. Zu Beginn der Saison 2024/25 schloss er sich dem Drittligisten Hannover 96 II an. Ein Jahr später wechselte er nach nur einem Einsatz für Hannover zu den Kickers Emden.

## Erfolge
- Niedersachsenpokal-Sieger: 2019/20

## Sonstiges
Sein älterer Bruder Frederik Quindt ist ebenfalls Fußballtorhüter und spielte bis zur Saison 2023/24 in der Landesliga Hannover beim SSG Halvestorf/Herkendorf. Der Vertrag endete am 30. Juni 2024.